# 雅各布·范黑姆斯克尔克
雅各布·范黑姆斯克尔克（Jacob van Heemskerk，1567年—1607年），文艺复兴时期欧洲航海家和探险家。他陪伴巴伦支进行了两次探险航行。他后来拥有了自己的船，最终死于一次抗击西班牙军队的海战后。